# Lista de embaixadores da República Popular da China no Brasil
Essa lista reúne os embaixadores da República Popular da China no Brasil.

## Relação dos embaixadores
| Nome (vertido) | Nome (chinês) | Início         | Término        | Notas       |
| -------------- | ------------- | -------------- | -------------- | ----------- |
| Wang Benzuo    | 王本祚        | Dezembro 1974  | Maio 1975      |             |
| Zhang Dequn    | 张德群        | Maio 1975      | Janeiro 1982   |             |
| Xu Zhongfu     | 徐中夫        | Maio 1982      | Junho 1985     |             |
| Tao Dazhao     | 陶大钊        | Agosto 1985    | Agosto 1988    |             |
| Shen Yun'ao    | 沈允熬        | Setembro 1988  | Dezembro 1993  |             |
| Yuan Tao       | 原焘          | Março 1994     | Dezembro 1995  |             |
| Li Guoxin      | 李国新        | Fevereiro 1996 | Abril 2000     |             |
| Wan Yongxiang  | 万永祥        | Maio 2000      | Agosto 2002    |             |
| Jiang Yuande   | 蒋元德        | Setembro 2002  | Março 2006     |             |
| Chen Duqing    | 陈笃庆        | Abril 2006     | Fevereiro 2009 |             |
| Qiu Xiaoqi     | 邱小琪        | Março 2009     | Dezembro 2011  | [ 1 ]       |
| Li Jinzhang    | 李金章        | Janeiro 2012   | Dezembro 2018  | [ 2 ]       |
| Yang Wanming   | 杨万明        | Dezembro 2018  | Março 2022     | [ 3 ]       |
| Zhu Qingqiao   | 祝青桥        | Dezembro 2022  | Presente       | [ 4 ] [ 5 ] |